# Världsmästerskapen i landsvägscykling 2011
Världsmästerskapen i landsvägscykling 2011 avgjordes i Köpenhamn, Danmark under perioden 19–25 september 2011.

## Medaljsummering

### Elittävlingar
| Elitgrenar                             | Guld                            | Guld     | Silver                           | Silver    | Brons                          | Brons     |
| Damernas linjelopp 24 sept. – 140 km   | Georgia Bronzini · Italien      | 3:21.28  | Marianne Vos · Nederländerna     | + 0.00    | Ina-Yoko Teutenberg · Tyskland | + 0.00    |
| Damernas tempolopp 20 sept. – 27,8 km  | Judith Arndt · Tyskland         | 37.07,38 | Linda Villumsen · Nya Zeeland    | + 21,73   | Emma Pooley · Storbritannien   | + 24,13   |
| Herrarnas linjelopp 25 sept. – 266 km  | Mark Cavendish · Storbritannien | 5:40.27  | Matthew Goss · Australien        | + 0.00    | André Greipel · Tyskland       | + 0.00    |
| Herrarnas tempolopp 21 sept. – 46,4 km | Tony Martin · Tyskland          | 53.43,85 | Bradley Wiggins · Storbritannien | + 1.15,83 | Fabian Cancellara · Schweiz    | + 1.20,59 |

### U-23-tävlingar
| U-23-herrar                  | Guld                        | Guld     | Silver                   | Silver  | Brons                        | Brons   |
| Linjelopp 23 sept. – 168 km  | Arnaud Démare · Frankrike   | 3:52.16  | Adrien Petit · Frankrike | + 0.00  | Andrew Fenn · Storbritannien | + 0.00  |
| Tempolopp 19 sept. – 35,2 km | Luke Durbridge · Australien | 42.47,13 | Rasmus Quaade · Danmark  | + 35,68 | Michael Hepburn · Australien | + 46,47 |

### Juniortävlingar
| Juniorgrenar                 | Guld                                 | Guld     | Silver                         | Silver | Brons                             | Brons   |
| Linjelopp 23 sept. – 70 km   | Lucy Garner · Storbritannien         | 1:46.17  | Jessy Druyts · Belgien         | + 0.00 | Christina Siggaard · Danmark      | + 0.00  |
| Tempolopp 19 sept. – 13,9 km | Jessica Allen · Australien           | 19.18,60 | Elinor Barker · Storbritannien | + 1,08 | Mieke Kröger · Tyskland           | + 2,80  |
| Linjelopp 24 sept. – 126 km  | Pierre-Henri Lecuisinier · Frankrike | 2:48.58  | Martijn Degreve · Belgien      | + 0.00 | Steven Lammertink · Nederländerna | + 0.00  |
| Tempolopp 20 sept. – 27,8 km | Mads Würtz Schmidt · Danmark         | 35.07,68 | James Oram · Nya Zeeland       | + 4,11 | David Edwards · Australien        | + 20,79 |

## Medaljfördelning

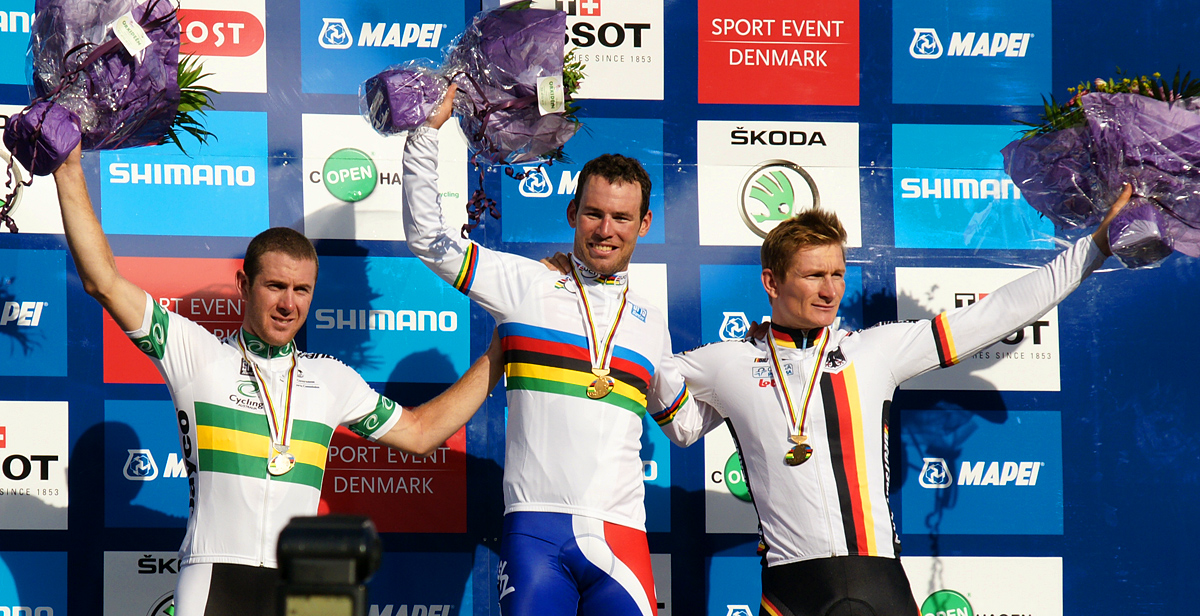
Matthew Goss (Australien), Mark Cavendish (Storbritannien), André Greipel (Tyskland).

| Pl. | Nation         | Guld | Silver | Brons | Totalt |
| --- | -------------- | ---- | ------ | ----- | ------ |
| 1.  | Storbritannien | 2    | 2      | 2     | 6      |
| 2.  | Australien     | 2    | 1      | 2     | 5      |
| 3.  | Frankrike      | 2    | 1      | 0     | 3      |
| 4.  | Tyskland       | 2    | 0      | 3     | 5      |
| 5.  | Danmark        | 1    | 1      | 1     | 3      |
| 6.  | Italien        | 1    | 0      | 0     | 1      |
| 7.  | Belgien        | 0    | 2      | 0     | 2      |
| 7.  | Nya Zeeland    | 0    | 2      | 0     | 2      |
| 9.  | Nederländerna  | 0    | 1      | 1     | 2      |
| 10. | Schweiz        | 0    | 0      | 1     | 1      |